# Star Wars: Battlefront: Renegade Squadron
Star Wars Battlefront: Renegade Squadron ist ein im Star-Wars-Universum angesiedelter Shooter und der dritte Titel der erfolgreichen Battlefront-Reihe. Er wurde exklusiv für die PlayStation Portable entwickelt und im Jahr 2007 veröffentlicht.
Im Spiel übernimmt der Spieler die Rolle eines Frontsoldaten einer der vier zentralen Fraktionen der Star-Wars-Filme und nimmt an verschiedenen Schlachten teil. Renegade Squadron beinhaltet wieder eine umfangreiche Kampagne, die dieses Mal aus der Perspektive der Rebellen erzählt wird.

## Spielprinzip

### Allgemein
Battlefront: Renegade Squadron baut auf dem Prinzip früherer Titel auf. Es ist ein im Star-Wars-Universum angesiedelter Shooter, bei dem die Armeen der vier großen Fraktionen der Star-Wars-Filme gegeneinander antreten. Das Spielgeschehen spielt sich auf verschiedenen Karten ab, die Orte aus dem Star-Wars-Universum repräsentieren. Für die einzelnen Karten stehen mehrere Spielmodi zur Verfügung. Auch die aus dem Vorgänger Battlefront II bekannten Raumgefechte wurden vom neuen Titel übernommen.

### Bewaffnung
In Renegade Squadron kann der Spieler aus einem reichhaltigen Waffenarsenal wählen. Zur Verfügung stehen z. B. Pistolen, Sturmgewehre, Scharfschützengewehre, Granaten und Raketenwerfer. Die Waffen wählt der Spieler indirekt bei der Auswahl seiner Truppe aus. Jede Truppe verfügt über ihre individuelle Bewaffnung, die sie auch nicht im Gefecht wechseln kann. Die meisten Truppen führen drei bis vier Waffen mit, eine primäre, eine sekundäre und zwei unterstützende. Primäre Waffen sind die stärkeren Waffen einer Einheit, die überwiegend zum Angriff verwendet werden. Ein Beispiel für eine solche ist das Scharfschützengewehr des Schützen. Die sekundäre Waffe einer Truppe dient eher zu Verteidigungszwecken und ist für den Kampf auf kurze Distanz ausgelegt. Unterstützende Waffen, etwa Granaten, führen die Soldaten nur in sehr begrenzter Menge mit sich. Sie können zum Aufbau von Defensivstellungen oder zu großflächiger Zerstörung dienen.

## Entwicklung
Obwohl Rebellion zuvor keine Erfahrung mit Star-Wars-Titeln hatte, konnte das Studio bereits auf Expertise in der Entwicklung von Spielen für die PlayStation Portable zurückgreifen, darunter eine Portierung des Third-Person-Shooter-Spiels Gun.
Die Entwickler des Spiels stellten von Anfang an klar, dass das Spiel speziell für die PlayStation Portable (PSP) entwickelt werden sollte. LucasArts traf diese Entscheidung, nachdem Rebellion das Unternehmen davon überzeugt hatte, dass die Multiplayer-Funktionen der PSP sich hervorragend für ein weiteres Battlefront-Spiel eigneten. Zudem spielte der Erfolg von Battlefront II auf der PSP, das starke Verkaufszahlen vorweisen konnte, eine entscheidende Rolle bei dieser Entscheidung.
Der leitende Designer des Spiels, Mike Rosser, erklärte, dass das Entwicklungsteam bemüht war, einige Elemente von Battlefront II beizubehalten, insbesondere dessen „schnelle und intensive Action“. Weitere Aspekte, die aus Battlefront II übernommen wurden, betrafen die Steuerung. LucasArts holte Feedback von Spielern des Vorgängers ein und entschied daraufhin, die Steuerung von Renegade Squadron „arcade-lastiger“ zu gestalten, um sie für Spieler schneller erlernbar zu machen.
Nach der Veröffentlichung erster Screenshots äußerten sich Fans in Foren kritisch über die visuelle Gestaltung des Spiels im Vergleich zu seinem Vorgänger. Als Antwort darauf betonte Rosser, dass Renegade Squadron „eine größere Sichtweite, höher aufgelöste Texturen und eine bessere Beleuchtung“ biete.
Das Designteam betonte wiederholt, dass der Schwerpunkt von Renegade Squadron auf seinem Anpassungssystem lag. Anfangs bestanden bei Rebellion Bedenken, dass diese Funktion ein unausgewogenes Gameplay verursachen könnte. Der leitende Programmierer Richard May äußerte sich besorgt darüber, dass dies zu „übermächtigen Klassen und einem Balance-Albtraum führen könnte, wodurch die Abwägungen des bisherigen Klassensystems verloren gehen könnten.“ Um diesen Bedenken entgegenzuwirken, wurde das Spiel umfassend getestet, bis LucasArts überzeugt war, dass das System ordnungsgemäß implementiert wurde.
Die Handlung des Spiels basiert hauptsächlich auf den Ären der Klonkriege und des Galaktischen Bürgerkriegs aus der Star-Wars-Geschichte. Rebellion ließ sich für mehrere Missionen von beiläufigen Kommentaren aus den Star-Wars-Filmen inspirieren. In einem Interview erklärte Mike Rosser: „Zum Beispiel wird ein Ablenkungsangriff auf Sullust während eines Gesprächs zwischen Vader und dem Imperator in Die Rückkehr der Jedi-Ritter erwähnt. In Renegade Squadron können die Spieler an diesem Angriff teilnehmen.“ Ebenso wurde der Planet Boz Pity, der in Star Wars: Episode III – Die Rache der Sith erwähnt, jedoch nicht gezeigt wurde, von den Künstlern des Spiels gestaltet. Dabei ließen sie sich von der alten kambodschanischen Architektur, wie der von Angkor Wat, inspirieren.
Das Konzeptdesign für das Spiel wurde von den Comic-Künstlern von Rebellion entwickelt, und die Zwischensequenzen basierten auf den Comic-Eigenschaften des Unternehmens, darunter 2000 AD. Während des Storyboardings der Spiel-Zwischensequenzen achtete der Assistenzproduzent James Valls darauf, dass Renegade Squadron mit dem etablierten Star-Wars-Canon übereinstimmte.